# Signaltransduktions-Inhibitor
Als Signaltransduktions-Inhibitor (STI, englisch signal transduction inhibitor) bezeichnet man Substanzen, die mit wichtigen zellulären Signaltransduktionswegen interferieren bzw. diese hemmen. Als Signaltransduktion bezeichnet man in diesem Zusammenhang die biochemische Informationsübertragung bzw. Informationsweiterleitung von der Zellmembran in das Zellinnere, oder von einem Zellkompartiment in ein anderes.
An einem Beispiel illustriert: Wenn ein extrazellulärer Wachstumsfaktor (z. B. Erythropoetin) auf den entsprechenden Rezeptor an der Zelloberfläche (z. B. Erythropoetin-Rezeptor) trifft, wird das entsprechende Signal in das Zellinnere weitergeleitet (das Erythropoetin-Molekül bleibt außerhalb der Zelle). Das geschieht in der Weise, dass der Rezeptor seine intrazellulär gelegene Konfiguration ändert und dadurch andere intrazellulär gelegene Proteine aktiviert (z. B. durch Phosphorylierung). Diese wiederum aktivieren andere Proteine, und so setzt sich die Signalübertragung weiter fort. Ein Endpunkt der Aktivierung kann z. B. die Aktivierung oder auch Deaktivierung eines Gens sein (z. B. bei Erythropoetin die Aktivierung von Hämoglobin-synthetisierenden Enzymen).
Spezifische Signaltransduktions-Inhibitoren, insbesondere Tyrosinkinase-Inhibitoren gelten als „Medikamente der Zukunft“. bei vielen Erkrankungen, insbesondere bei vielen Krebserkrankungen weiß man inzwischen, dass sie auf gestörten Signaltransduktionen beruhen, die z. B. bei Tumorzellen zur dauerhaften Aktivierung führen. Gelingt es, diese Signaltransduktion spezifisch zu hemmen, so hat man ein effektives Medikament zur Behandlung der Erkrankung.

## Beispiel

Der Wirkmechanismus von STI571

Das bekannteste Beispiel ist der Wirkstoff Imatinib (Handelsname Glivec®, früher als Signal Transduction Inhibitor 571, STI571 bekannt). Imatinib ist ein relativ spezifischer Inhibitor für die ABL-Tyrosinkinase. Beim Krankheitsbild der chronischen myeloischen Leukämie liegt eine dauerhafte Aktivierung dieser Kinase vor, die durch eine Chromosomentranslokation zustande kommt, bei der ABL mit einem anderen Gen BCR zu einem Gen BCR-ABL fusioniert ist.
Imatinib ähnelt strukturell einem Adenosintriphosphat-Molekül.
Durch Einbringen dieses „synthetischen“ Adenosintriphosphats kann die BCR-ABL-Tyrosinkinase keine Effektoren mehr aktivieren und somit in seiner Aktivität gehemmt werden.